# 栃木県道263号小山停車場線

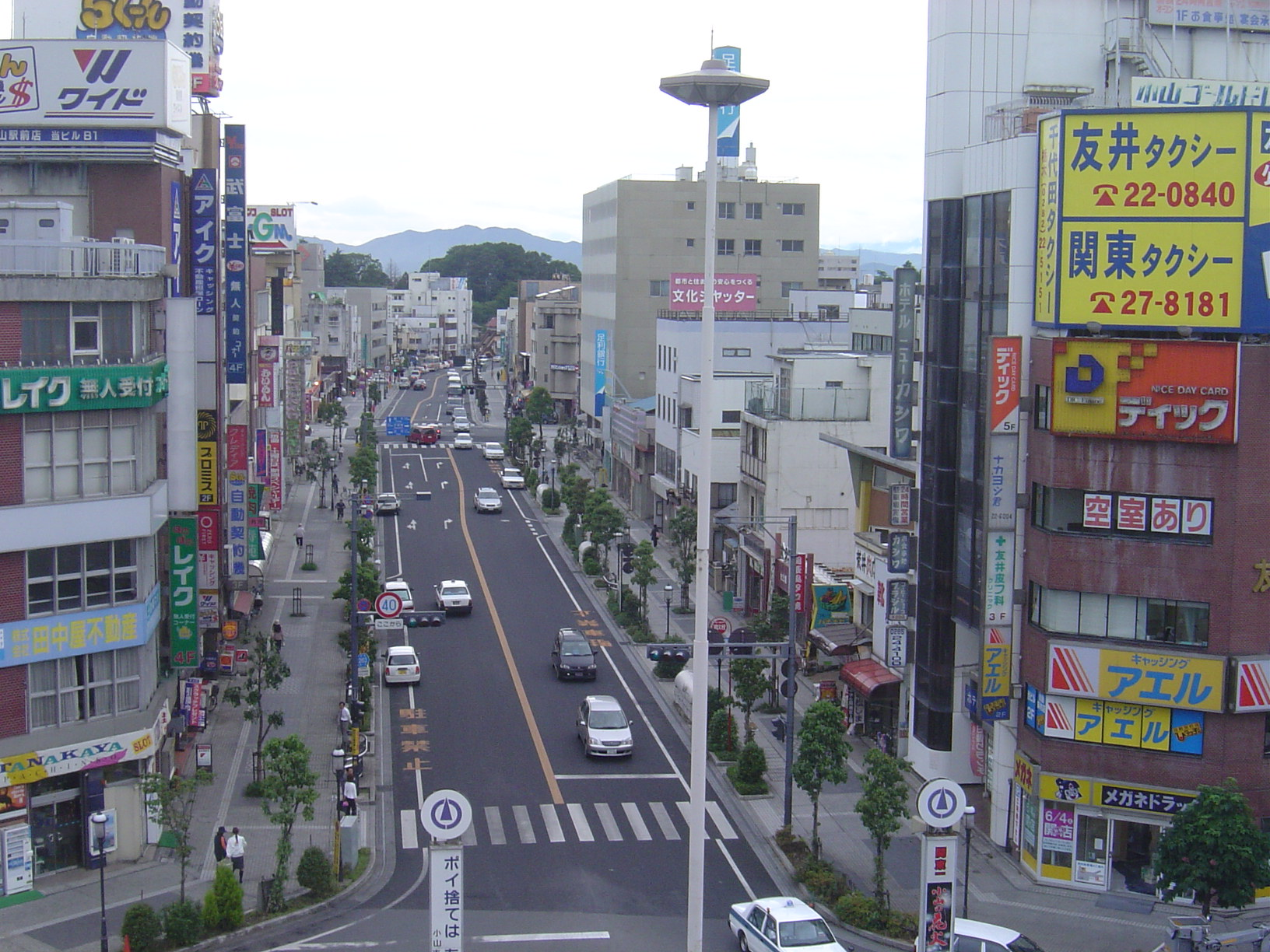
小山駅より本路線を望む

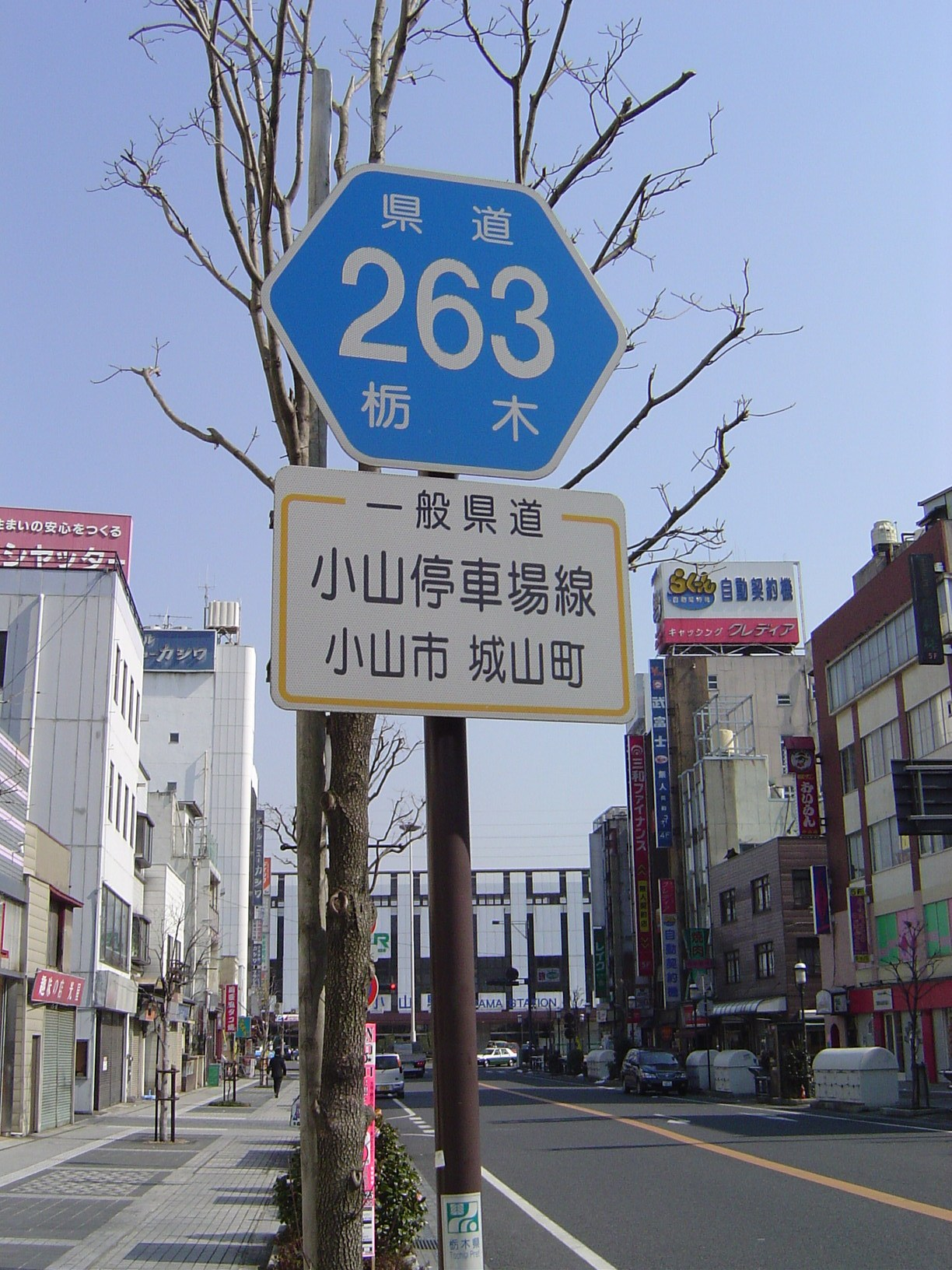
県道番号標識

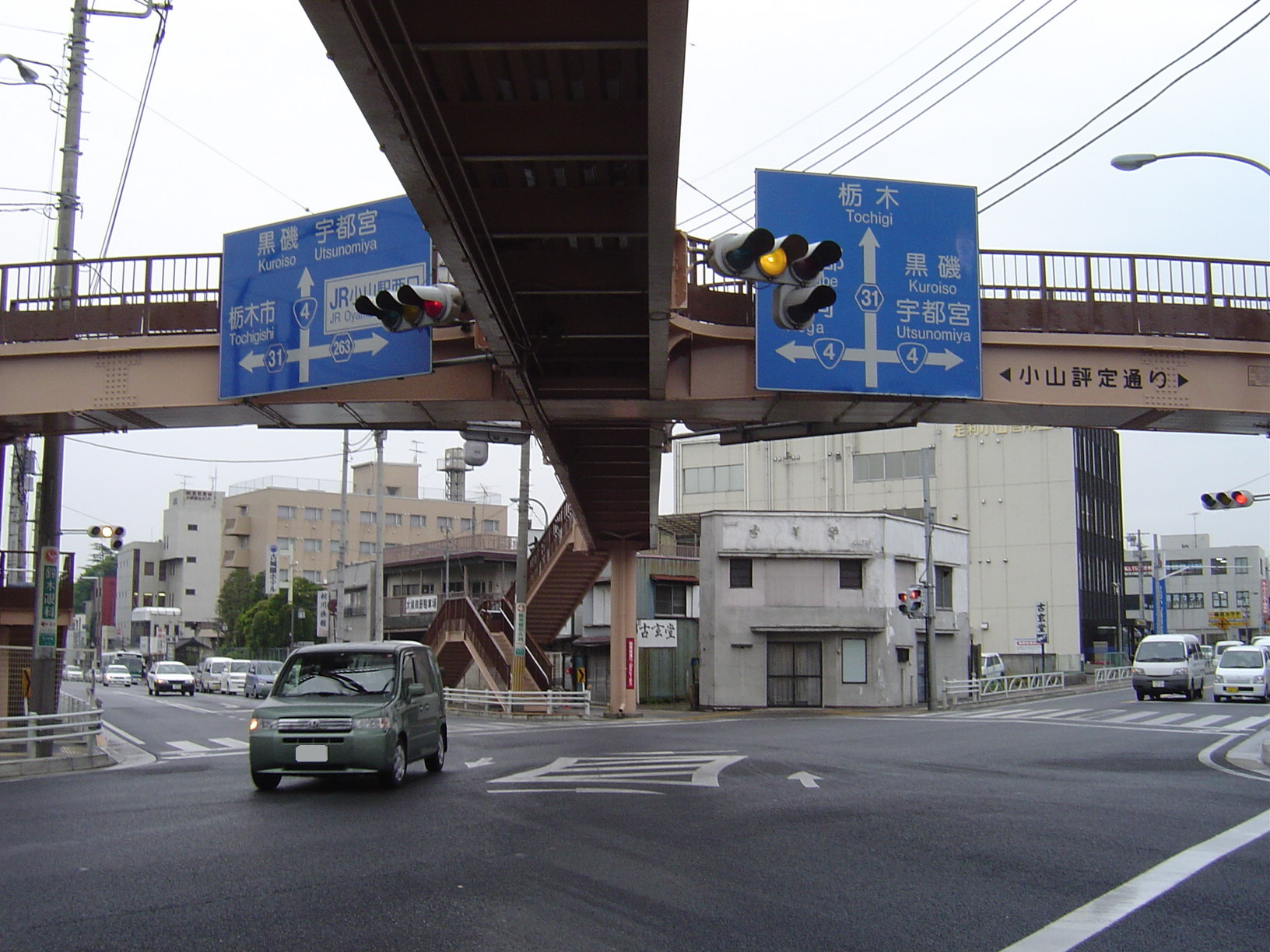
終点
↙南方向が国道4号、↖西が県道31号（県道264号重複）、↗北が国道4号（県道264号重複）、↘東が県道263号である

栃木県道263号小山停車場線（とちぎけんどう263ごう おやまていしゃじょうせん）は、栃木県小山市を通過する一般県道である。

## 概要
国道4号（日光街道）とJR小山駅西口を結ぶ道路である。以前は歩道がアーケード付きであったが、シンボルロード化および電線等地中化工事により現在は無い。

### 路線データ
- 総延長 : 0.401km
- 実延長 : 0.401km[1]
- 起点 : 栃木県小山市城山町3丁目/中央町3丁目（小山駅西口）
- 終点 : 栃木県小山市城山町1,2丁目/中央町1,2丁目（国道4号、栃木県道31号栃木小山線、栃木県道264号小山結城線交点）

## 歴史
- 1961年（昭和36年）4月1日認定

## 路線状況

### 通称
- 祇園城通り
  - 2003年（平成15年）2月10日、「親しむ通りの愛称づくり事業愛称選定委員会」によって市内中心部の他4路線とともに愛称が決定され、小山駅 - 観光橋間を「祇園城通り」と命名した。

## 地理

### 通過する自治体
- 栃木県
  - 小山市

### 交差する道路
- 栃木県道265号粟宮喜沢線（城山町2,3丁目/中央町2,3丁目・駅前上町交差点）

### 沿線
- 小山駅（JR東北新幹線・JR東北本線・JR水戸線・JR両毛線）（城山3丁目）
- 足利銀行小山支店（城山3丁目）
- 小山中央医院（中央町2丁目）
- 小山市役所（中央町1丁目）

## その他
- 本路線は、JR小山駅西口を発着する路線バスおよび市が委託運営するコミュニティバス、またおやまゆうえんハーヴェストウォークを結ぶ無料送迎バスが必ず通る路線であり、バスの便数は小山市内一である。
- 案内標識で栃木県道265号粟宮喜沢線交点北側のものは何故か交点右側（栃木方面）が栃木県道31号栃木小山線として案内されている。南側の標識は栃木県道263号小山停車場線のままである。